# Loïc Rémy
Loïc Rémy (født 2. januar 1987 i Lyon, Frankrig) er en fransk fodboldspiller, der spiller som angriber i Getafe CF i Spanien, udlejet fra Las Palmas. Tidligere har han spillet for Olympique Lyon og OGC Nice i hjemlandet, samt QPR og Chelsea i England.
Rémy var med Olympique Lyon med til at vinde det franske mesterskab i både 2007 og 2008.

## Landshold
Rémy står (pr. marts 2018) noteret for 31 kampe og syv mål for Frankrigs landshold, som han debuterede for den 2. juni 2009 i et opgør mod Nigeria. Han har desuden optrådt for landet både i U-21 sammenhæng, samt på et B-landshold i 2008.